# Eyprepocnemis
Eyprepocnemis es un género de saltamontes de la subfamilia Eyprepocnemidinae, familia Acrididae. Este género se encuentra en África, el sur de Europa y en la zona tropical de Asia.

## Especies
Las siguientes especies pertenecen al género Eyprepocnemis:
- Eyprepocnemis aberrans Willemse, 1957
- Eyprepocnemis abyssinica Uvarov, 1921
- Eyprepocnemis alacris (Serville, 1838)
- Eyprepocnemis bhadurii Bhowmik, 1965
- Eyprepocnemis brachyptera Bruner, 1910
- Eyprepocnemis burmana Ramme, 1941
- Eyprepocnemis burtti Dirsh, 1958
- Eyprepocnemis calceata (Serville, 1838)
- Eyprepocnemis cyanescens Uvarov, 1942
- Eyprepocnemis djeboboensis Jago, 1962
- Eyprepocnemis dorsalensis Roy, 1964
- Eyprepocnemis hokutensis Shiraki, 1910
- Eyprepocnemis javana Willemse, 1933
- Eyprepocnemis kalkudensis Henry, 1937
- Eyprepocnemis keniensis Johnston, 1937
- Eyprepocnemis montana Chopard, 1945
- Eyprepocnemis montigena Johnston, 1937
- Eyprepocnemis noxia Dirsh, 1950
- Eyprepocnemis perbrevipennis Bi & Xia, 1984
- Eyprepocnemis phronusa Brancsik, 1893
- Eyprepocnemis plorans (Charpentier, 1825)
- Eyprepocnemis poggii Massa, 2018
- Eyprepocnemis reducta Johnsen, 1984
- Eyprepocnemis rentzi Balderson & Yin, 1987
- Eyprepocnemis rosea Uvarov, 1942
- Eyprepocnemis schultzei Roy, 1964
- Eyprepocnemis schulzei Roy, 1964
- Eyprepocnemis smaragdipes Bruner, 1910
- Eyprepocnemis unicolor Tarbinsky, 1928
- Eyprepocnemis vulcanigena Jago, 1962
- Eyprepocnemis yunnanensis Zheng, Lian & Xi, 1982